# Cuthbert Tunstall
Cuthbert Tunstall   (Hackforth, 1474 - Lambeth Palace, 18 de novembre de 1559), en llatí, Cuthebertus Tonstallus, va ser un religiós, diplomàtic i matemàtic anglès.

## Vida i obra
Tunstall, nascut el 1474, era fill de famílies nobles; el seu pare va legalitzar el seu naixement en casar-se anys després amb la seva dona, també noble de la família Conyers. No es tenen gaires dades de la seva vida anteriors a 1491, quan va ingressar a la universitat d'Oxford; possiblement va viure alguns anys de la seva infantesa a la casa de Sir Thomas Holland. El 1491 va ingressar al Balliol College d'Oxford, on va iniciar amistats duradores amb Thomas More, William Grocyn, Thomas Linacre i John Colet. Va abandonar Oxford a causa d'una plaga i el 1496 va ingressar al King's Hall de Cambridge (antic nom del King's College). El 1499, sense haver-se graduat, va abandonar Anglaterra per estudiar dret canònic i dret romà a la universitat de Pàdua, en la qual es va graduar el 1505, i després va retornar a Anglaterra on es va ordenar sacerdot i va desenvolupar diferents càrrecs eclesials.

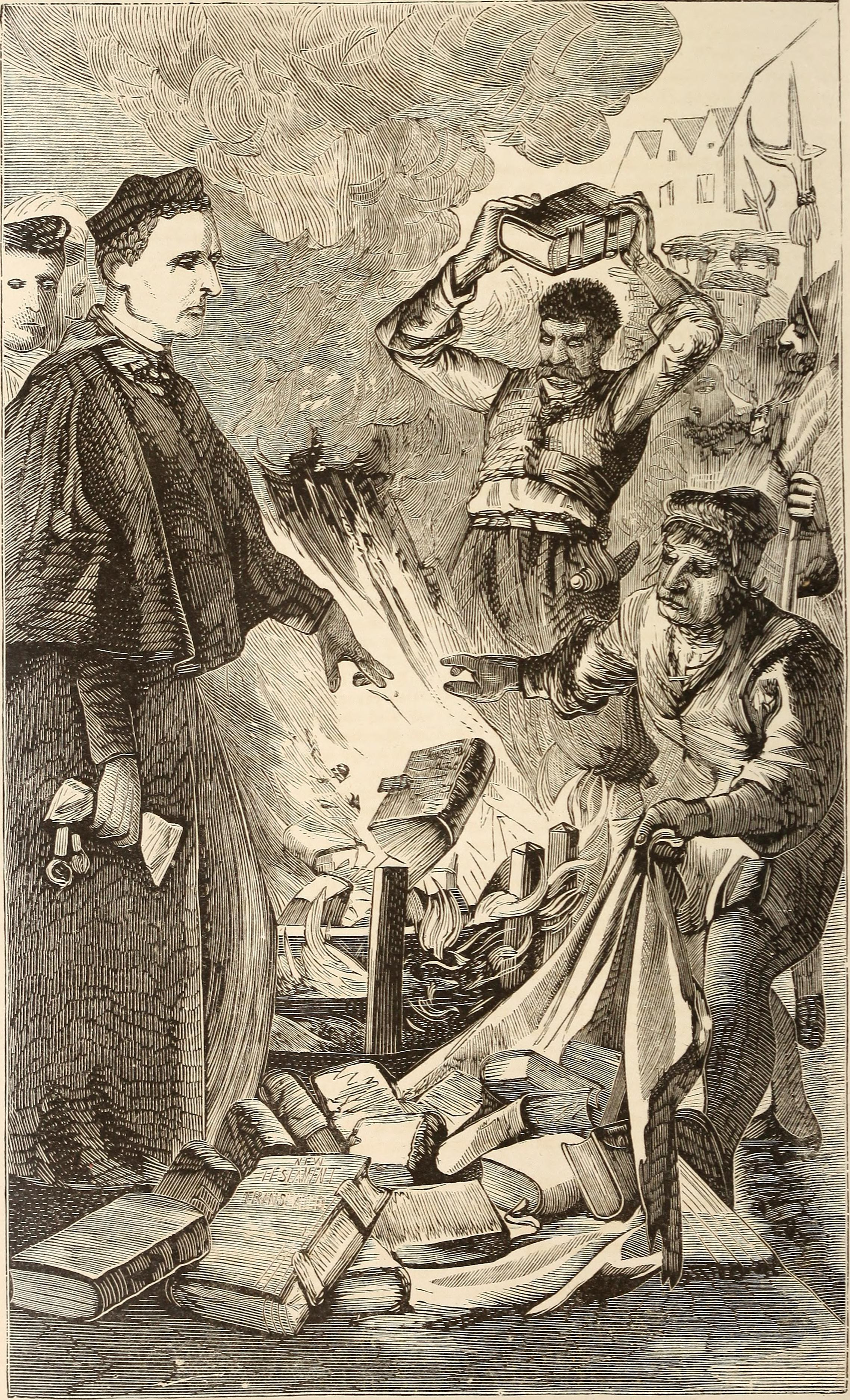
Gravat del segle XIX representant el bisbe Tunstall cremant exemplars de la Bíblia de William Tyndale.

El 1515 va ser nomenat per Enric VIII d'Anglaterra ambaixador a Flandes per negociar amb l'emperador Maximilià i amb el jove Carles de Gant, futur emperador Carles V, càrrec que el va ocupar fins al 1517 i una missió que va repetir el 1520-1521 i el 1525 (aquesta vegada ja a Espanya quan Carles V n'era el rei).
El 1522 va ser nomenat bisbe de Londres i, l'any següent, conseller reial amb el títol de Lord del Segell Privat. En aquesta època va conèixer el reformador religiós William Tyndale, qui va sol·licitar el seu recolzament per a fer una traducció de la Bíblia a l'anglès, però Tunstall va considerar la traducció herètica; Tyndale va fugir a Alemanya i allà la va publicar el 1526. Tunstall en va comprar tants exemplars com va poder per cremar-los. Tyndale li va posar el malnom de Saturn quiet (still Saturn) que el va acompanyar fins a la fi dels seus dies, tot i que els seus partidaris no li veien les connotacions malèvoles de Tyndale.
Quan les tensions entre el papat i el rei Enric VIII es van fer més fortes, va ser desterrat com a bisbe de Durham, tot i que la seva posició no va ser de radical enfrontament amb el rei. A Durham, va prosseguir la seva política conservadora i es va implicar activament en els temes diocesans, convertint la catedral en el centre de la reforma de la diòcesi.
El 1547, en morir Enric VIII i arribar al tron Eduard VI, Tunstall es va negar a signar l'Acta de Supremacia i va ser privat de la seva diòcesi i, fins i tot, empresonat a la torre de Londres. La nova reina, Maria Tudor que volia revertir la reforma religiosa, el va reposar en el càrrec, però quan aquesta va ser deposada per la seva germanastra Elisabet I va ser definitivament apartat de la diòcesi i va morir a Londres por després.
Tunstall va ser l'autor del primer llibre imprès a Anglaterra dedicat exclusivament a les matemàtiques, amb el títol de De arte supputandi publicat el 1522 i dedicat al seu amic i company d'ambaixada Thomas More. Segurament la seva experiència en la seva ambaixada a Flandes li va suggerir algunes idees sobre el comerç i els beneficis mercantils que intenta plasmar al llibre amb una vocació eminentment pràctica.